# Trofeo Nazionale di Lega Armando Picchi
Il Trofeo Nazionale di Lega "Armando Picchi" è stato un torneo calcistico organizzato congiuntamente nel 1971 dalla Federazione Italiana Giuoco Calcio e dalla Lega Nazionale Professionisti, in un'unica edizione, in memoria di Armando Picchi.

## Storia
Il trofeo fu ideato da Alberto Lievore, collaboratore di Alvaro Marchini, e Italo Allodi per commemorare Armando Picchi – capitano della Grande Inter degli anni 60 –, prematuramente scomparso nel maggio del 1971.
La competizione, riservata alle finaliste della Coppa Italia e alle prime due classificate della Serie A, annoverò un'unica edizione a causa della sovrapposizione di date con le fasi finali della Coppa nazionale. L'estemporaneità del "Picchi", pur a fronte di un'organizzazione ufficiale, alimentò un dibattito tra gli addetti ai lavori sull'effettiva valenza del torneo: a riprova, la stampa specializzata ne trattò come di un quadrangolare «post campionato» o «amichevole».
Tra il 1988 e il 1999 verrà dedicata al libero livornese una nuova manifestazione, questa a carattere non ufficiale: il Memorial Armando Picchi.

## Regolamento
La formula del "Picchi" prevedeva che, dopo un girone all'italiana con gare di sola andata, si giocasse la finale in gara unica a Roma tra la prima e la seconda classificata; era prevista anche una finale per il 3º posto da disputarsi, sempre nella capitale, tra le altre due squadre.
Il quadrangolare prevedeva la possibilità di due cambi liberi, in contrasto col regolamento IFAB dell'epoca che permetteva una seconda sostituzione solo se effettuata nell'intervallo.

## Partite
La prima e unica edizione del 1971 si disputò nel mese di giugno e vide la partecipazione di quattro squadre: Cagliari, Inter, Juventus e Roma.

### Girone all'italiana

#### Prima giornata
| Arbitro: | Michelotti (Parma) |

|                                     |           |            |
| Bedin 44’ Mazzola 48’ Facchetti 85’ | Marcatori | 76’ Haller |

| Arbitro: | Barbaresco (Gradisca d'Isonzo) |

|                                   |           |                  |
| Vieri 73’ La Rosa 74’ Franzot 84’ | Marcatori | 65’ 88’ Brugnera |

#### Seconda giornata
| Arbitro: | Gialluisi (Barletta) |

|         |           |                |
| Riva 9’ | Marcatori | 24’ Frustalupi |

| Arbitro: | Panzino (Catanzaro) |

|                         |           |                         |
| La Rosa 7’ Scaratti 45’ | Marcatori | 5’ Anastasi 41’ Bettega |

#### Terza giornata
| Arbitro: | Trono (Torino) |

|                    |           |               |
| Boninsegna 80’ 85’ | Marcatori | 86’ Santarini |

| Arbitro: | Lattanzi (Ancona) |

|                  |           |          |
| Viola 59’ (rig.) | Marcatori | 30’ Nené |

##### Riepilogo e classifica
|          | Cagliari | Inter | Juventus | Roma  |
| Cagliari |          | 1 – 1 |          |       |
| Inter    |          |       | 3 – 1    | 2 – 1 |
| Juventus | 1 – 1    |       |          |       |
| Roma     | 3 – 2    |       | 2 – 2    |       |

| Squadra  | G | V | N | P | GF | GS | DR | Pt |
| -------- | - | - | - | - | -- | -- | -- | -- |
| Inter    | 3 | 2 | 1 | 0 | 6  | 3  | +3 | 5  |
| Roma     | 3 | 1 | 1 | 1 | 6  | 6  | 0  | 3  |
| Cagliari | 3 | 0 | 2 | 1 | 4  | 5  | -1 | 2  |
| Juventus | 3 | 0 | 2 | 1 | 4  | 6  | -2 | 2  |

- Inter e  Roma ammesse a disputare la finale.
- Cagliari e  Juventus ammesse a disputare la finale per il 3º posto.

### Finale 3º posto
| Arbitro: | Toselli (Trieste) |

|                        |           |              |
| Anastasi 32’ Viola 81’ | Marcatori | 88’ Nastasio |

### Finale
| Arbitro: | Angonese (Venezia) |

|  |           |               |
|  | Marcatori | 6’ Cappellini |

|                     |    |                        |     |
|                     |    |                        |     |
| P                   | 1  | Ivano Bordon           |     |
| D                   | 2  | Gabriele Oriali        |     |
| D                   | 3  | Giacinto Facchetti (c) |     |
| D                   | 4  | Bernardino Fabbian     | 67’ |
| D                   | 5  | Mario Giubertoni       |     |
| D                   | 6  | Tarcisio Burgnich      |     |
| A                   | 7  | Jair da Costa          |     |
| C                   | 8  | Mario Bertini          |     |
| A                   | 9  | Roberto Boninsegna     |     |
| C                   | 10 | Mario Frustalupi       |     |
| A                   | 11 | Mario Corso            |     |
| Sostituzioni:       |    |                        |     |
| C                   | 13 | Marco Achilli          | 67’ |
| Allenatore:         |    |                        |     |
| Giovanni Invernizzi |    |                        |     |

|                 |    |                    |     |
|                 |    |                    |     |
| P               | 1  | Giovanni De Min    |     |
| D               | 2  | Francesco Scaratti | 81’ |
| D               | 3  | Sergio Petrelli    |     |
| D               | 4  | Walter Franzot     |     |
| D               | 5  | Aldo Bet           |     |
| C               | 6  | Sergio Santarini   |     |
| C               | 7  | Giacomo La Rosa    |     |
| C               | 8  | Luis del Sol (c)   |     |
| A               | 9  | Roberto Vieri      |     |
| A               | 10 | Franco Cordova     |     |
| A               | 11 | Renato Cappellini  | 81’ |
| Sostituzioni:   |    |                    |     |
| D               | 13 | Liborio Liguori    | 81’ |
| A               | 14 | Gianfranco Zigoni  | 81’ |
| Allenatore:     |    |                    |     |
| Luciano Tessari |    |                    |     |

### Classifica marcatori
| Gol |  |  | Giocatore          | Squadra  |
| --- |  |  | ------------------ | -------- |
| 2   |  |  | Pietro Anastasi    | Juventus |
| 2   |  |  | Roberto Boninsegna | Inter    |
| 2   |  |  | Mario Brugnera     | Cagliari |
| 2   |  |  | Giacomo La Rosa    | Roma     |